# Gerd Buurmann

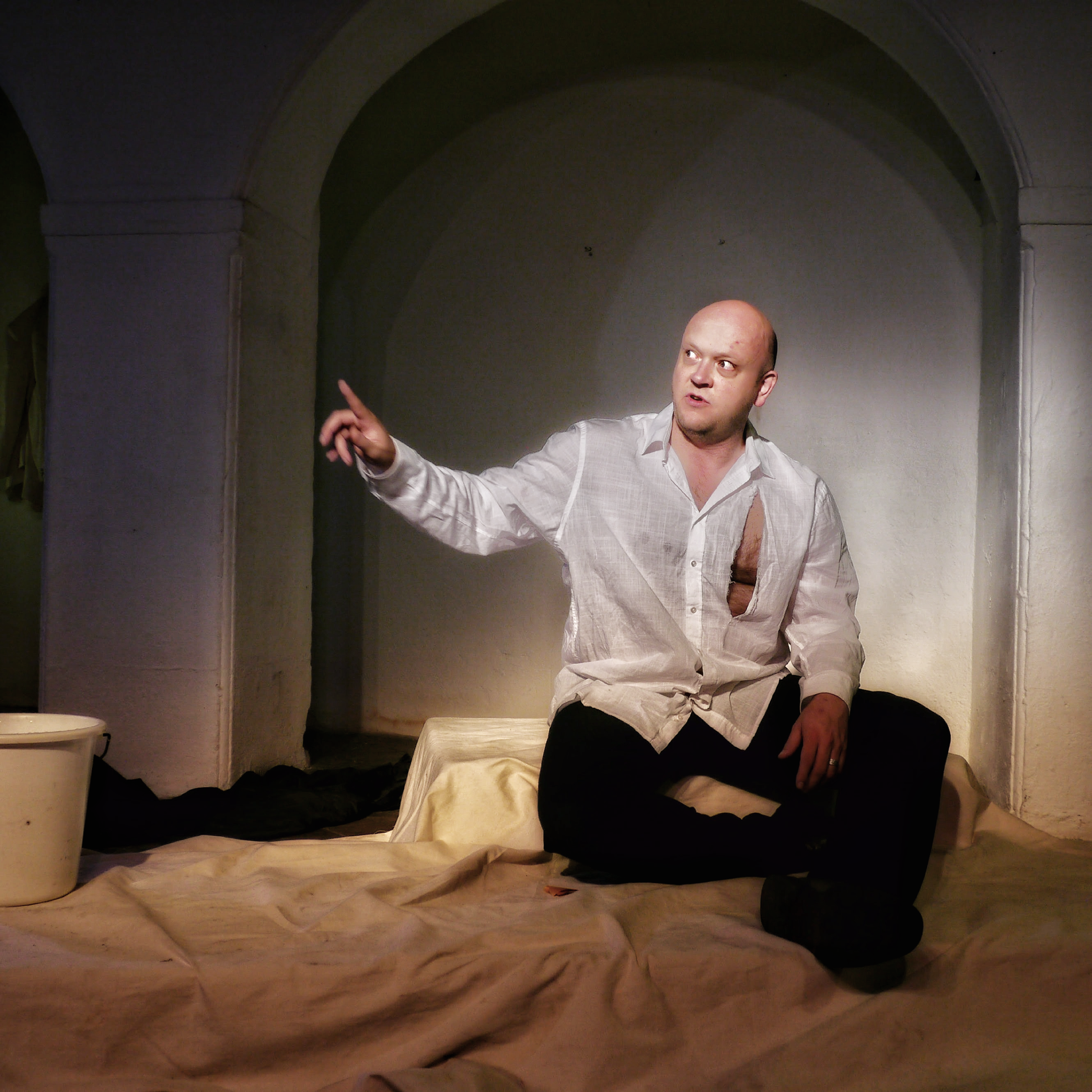
Gerd Buurmann (2017)

Gerhard „Gerd“ Buurmann-Burkert (* 22. Mai 1976 in Haren) ist ein deutscher Autor, Blogger, Moderator, Regisseur, Comedian und Schauspieler.

## Leben
Nach eigenen Angaben ist Gerd Buurmann der Sohn eines Seemanns und einer Näherin. Im Emsland inszenierte er das Stück Haren (Ems) und Ich (1997) und in Zusammenarbeit mit der Amateur-Theatergruppe Lampenfieber das Versdrama Irgendwann müsst Ihr bezahlen! (2000) von Martin Gliebe.
Nach einem Auslandsaufenthalt in den USA 1998/99, wo er das studienvorbereitende Community College von Lake County und Kurse der jüdischen Gemeinde Congregation Solel besuchte, zog er nach Köln. Dort studierte er an der Universität zu Köln und machte sich später als Schauspieler, Moderator, Autor und Regisseur selbstständig. Er ist verheiratet. Seit Mitte 2011 ist er Mitglied der FDP.

## Wirken

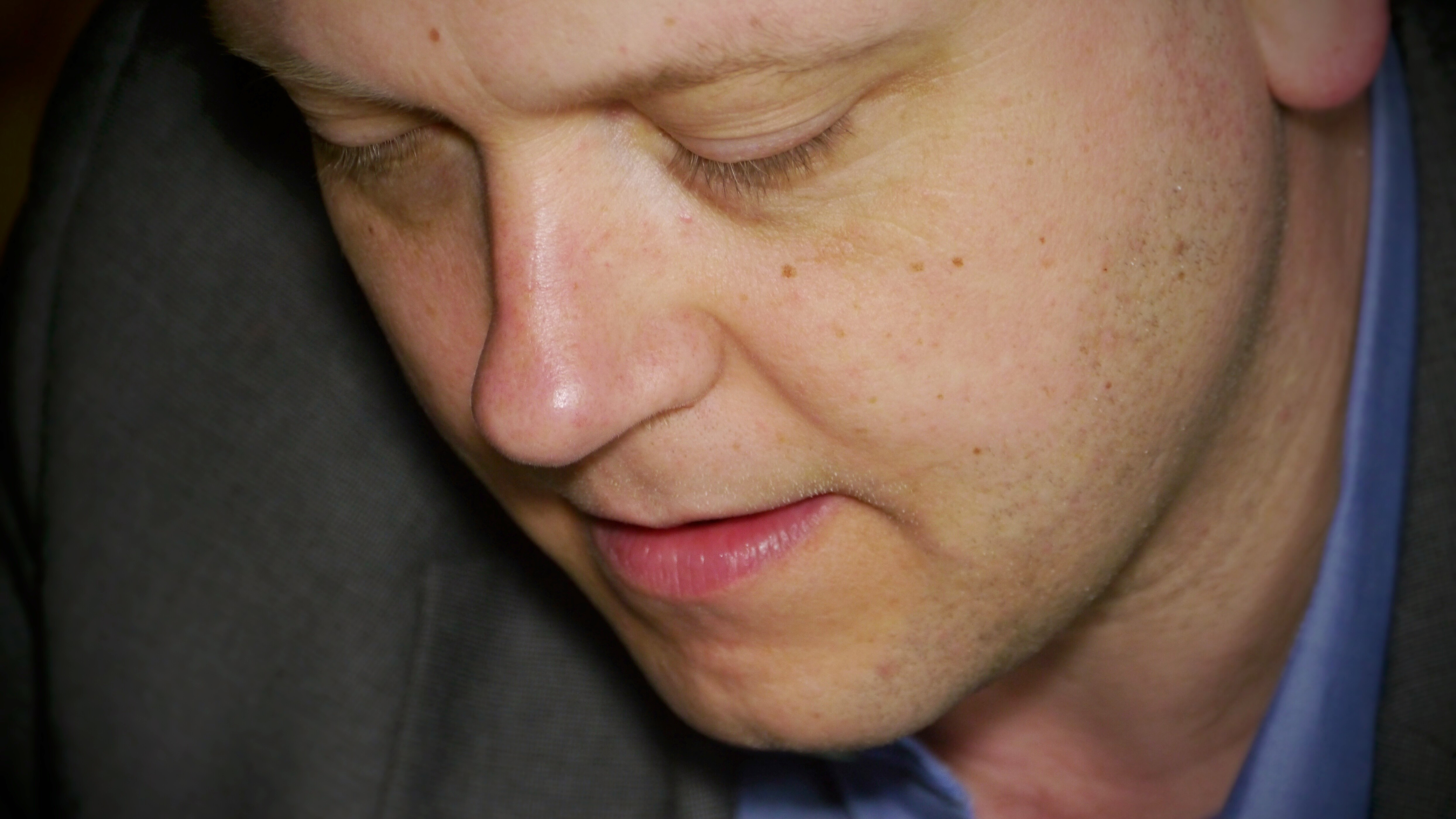
Gerd Buurmann (2015)

Als Schauspieler war Buurmann in Köln u. a. im  ARTheater mit The Company of Fish von Richard Aczel, im theater im hof mit Die Insel von Athol Fugard, im Arkadaş Theater mit Celia und der Vampir von Laura Bravo, im Solana Theater mit Macbeth, im Theater Tiefrot mit Die Kurve von Tankred Dorst und im Severins-Burg-Theater als Shylock in William Shakespeares Der Kaufmann von Venedig tätig.
Im November 2001 gründete er die Literatur-Veranstaltung Literatur um acht, die er bis November 2008 wöchentlich im Café Duddel in Köln moderierte. 2003 spielte er die Hauptrolle in der Uraufführung von Elsa Bernsteins Drama Wir Drei in einer Inszenierung von Viktoria Burkert, die unter anderem in Piccolo-Theater in Köln zur Aufführung kam. Seit 2006 ist er mit Nikola Müller und Isabel Rohner in Deutschland unterwegs, um in szenischen Lesungen, die mit theatralen Einspielungen bereichert werden, das Wirken von Hedwig Dohm wieder erlebbar zu machen.
Im Januar 2007 spielte er erstmals unter dem Namen Kunst gegen Bares. Von Januar 2008 bis Anfang 2011 war Buurmann künstlerischer Leiter des Severins-Burg-Theaters in Köln. Seit Oktober 2010 arbeitet er als Moderator und Regisseur für das Kölner ARTheater. Im März 2011 öffnete er sein Theaterkonzept Ein Abend ohne Barbra Streisand im Ersten Kölner Wohnzimmertheater.
2012 startete er eine Initiative, deren Ziel es ist, eine namenlose Straßenkreuzung in Köln-Sülz nach der Theaterregisseurin Ingund Mewes zu benennen. Seit 2012 spielt er regelmäßig vor dem Kölner Dom im Rahmen einer Veranstaltung von Colonia Prima Heinrich Heine und präsentiert eine Vielzahl der Gedichte, die Heine über Köln geschrieben hat.
Seit 2015 schreibt er regelmäßig für die Jüdische Rundschau, seit April 2018 regelmäßig für Tichys Einblick. Ferner ist er regelmäßiger Gastautor bei der Achse des Guten. Im Herbst 2020 gehörte er zu den Erstunterzeichnern des Appell für freie Debattenräume.

## Kontroverse
Gegen den in Köln wirkenden, 2016 verstorbenen Aktivisten Walter Herrmann erstattete Buurmann mehrmals Anzeige wegen des Verdachts auf Volksverhetzung. Den Anfangsverdacht begründete 2010 eine Karikatur des Nahostkonflikts, die an der Kölner Klagemauer zur Schau gestellt wurde. Abgebildet war ein Foto aus der FAZ, auf dem eine Demonstrantin eine Illustration eines kopflosen Mannes emporhielt, der ein kleines Kind verspeiste und sich an dessen Blut labte. Nach Auffassung Buurmanns bedient sie im Stil des Stürmers antisemitische Klischees. In der Folge lobte das Simon Wiesenthal Center Buurmann wegen der Anzeige.
2011 erstattete Buurmann erneut Anzeige gegen Herrmann. Die Staatsanwaltschaft Köln erkannte in beiden Fällen keine Volksverhetzung und stellte die Ermittlungen ein. Auch 2014 wurde Herrmann erneut freigesprochen, im April 2015 jedoch wurde er vom Amtsgericht Köln zu einer Bewährungsstrafe wegen Verstoßes gegen den Jugendschutz verurteilt.

## Rollen in Uraufführungen
- Der Narr in Irgendwann müsst ihr bezahlen von Martin Gliebe im Forum Haren (Ems) (UA 1999)
- Richard in Wir Drei von Elsa Bernstein (Inszenierung: Viktoria Burkert) im Solana Theater in Köln (UA 2003)
- Gregor Munori in Der Vorsager von Arndt Kremer (Inszenierung: Laura Bravo) im Pailou-Theater in Köln (UA 2005)[21]
- A Man in The Company of Fish von Richard Aczel im ARTheater in Köln (UA 2006)
- Ernst Zacharias in Insomnia von Vayhinger/Fechner im ARTheater in Köln (UA 2006)
- Hein in Two Queens von Caroline Bliemel im Severins-Burg-Theater in Köln (UA 2009)
- Salomon in Morgen noch hier von Viktoria Burkert im Severins-Burg-Theater in Köln (UA 2010)
- Donny Winkler in Broken Hearts City von Joseph Vicaire im Arkadas-Theater in Köln (UA 2014)
- Martin Kern in Nacht mit Bär von Viktoria Burkert im Theater aus Glas in Köln (UA 2016)

## Inszenierungen von Uraufführungen
- Haren (Ems) und Ich von Gerd Buurmann im Forum Haren (Ems) (UA 1998)
- Irgendwann müßt ihr bezahlen von Martin Gliebe im Forum Haren (Ems) (UA 1999)
- Die Welt ist nach dem 11. September nicht mehr die, die sie vorher schon nicht war! von Viktoria Burkert und Gerd Buurmann im Solana-Theater in Köln (UA 2002)
- Drinnen von Gerd Buurmann im Solana-Theater in Köln (UA 2003)
- Das Stift von Gerd Buurmann frei nach Ideen von Klaus Mann und Erika Mann im Solana-Theater in Köln (UA 2003)
- Der schwarze Mönch von Gerd Buurmann nach einer Kurzgeschichte von Anton Tschechow im Solana-Theater in Köln (UA 2004)
- Schmitze Schäng un dat Gerti von Holger Hegemann im KGB in Köln (UA 2007)[22]
- Gehirne am Strand von Gerd Buurmann im Severins-Burg-Theater in Köln (UA 2008)
- Sternenjagd von Rumjana Zacharieva im Severins-Burg-Theater in Köln (UA 2009)
- Alles Liebe oder nicht?! von Martin Cordemann im Severins-Burg-Theater in Köln (UA 2010)
- Aber nur im Kontingent! von Gerd Buurmann in der Synagogen-Gemeinde Köln (UA 2013)
- Höpker und Buurmann haben Krach von Buurmann/Höpker/Vicaire im Theater Tiefrot (UA 2014)

## Gründungen von Theaterkonzepten
Gerd Buurmann war an der Gründung einiger Theaterkonzepte beteiligt:
- Literatur um acht Erstaufführung am 8. November 2001 im Kölner Café Duddel
- Kunst gegen Bares Erstaufführung am 1. Januar 2007 im Theater Eifelturm
- Ein Abend ohne Barbra Streisand Erstaufführung am 1. März 2010 im Ersten Kölner Wohnzimmertheater
- SUCK – Stand Up Comedy Köln Erstaufführung am 23. Januar 2013 im ARTheater, Köln

## Werke
- Die Elefant. In: Reinschrift 1 – Kölner Anthologie. van Aaken Verlag, Köln 2004, ISBN 3-938244-00-3.
- Im Anfang. In: Reinschrift 2 – Kölner Anthologie. van Aaken Verlag, Köln 2007, ISBN 978-3-938244-07-4.
- „DrinneN“ und „Gehirne am Strand“. Zwei Stücke., trafo Verlag (Reihe Szene - Raum - Spiel), Berlin 2014, ISBN 978-3-86465-022-2.